# BuBi
BuBi ou officiellement MOL BuBi est le système public de vélos en libre-service à Budapest, en Hongrie. Mis en service par la municipalité le 8 décembre 2014, le service BuBi propose environ 1 846 vélos répartis sur 143 stations.

## Historique
Le projet BuBi est créé en 2008 par le gouvernement local. Le financement initial s'élève aux 900 millions de forints (environ 3 millions d'euros), dont le 85% est couvert par l'Union européenne. Les premiers essais sont réalisés entre avril et septembre 2014. Mis en service en décembre 2014, le système célèbre son 1 000 000e voyage le 27 octobre 2015.

## Tarifs
| Tarifs d'accès       |            |
| Type                 | Prix       |
| Pass annuel          | 18 900 HUF |
| Pass annuel Budapest | 9450 HUF   |
| Pass semestriel      | 12 500 HUF |
| 24 heures            | 500 HUF    |
| 72 heures            | 1000 HUF   |
| Semaine              | 2000 HUF   |

| Tarifs de durée                                            |          |
| Durée                                                      | Prix     |
| 30 minutes                                                 | 0 HUF    |
| 60 minutes                                                 | 500 HUF  |
| 90 minutes                                                 | 1000 HUF |
| 120 minutes                                                | 1500 HUF |
| 150 minutes                                                | 2000 HUF |
| 180 minutes                                                | 2500 HUF |
| De 181 minutes à 5 heures 59 minutes toutes les 30 minutes | 1000 HUF |
| De 6 heures à 8 heures 59 minutes toutes les 30 minutes    | 1500 HUF |
| Au-delà de 9 heures toutes les 30 minutes                  | 2000 HUF |